# Melasma brevipedicellatum
Melasma brevipedicellatum är en snyltrotsväxtart som beskrevs av S. Lisowski och R. Mielcarek. Melasma brevipedicellatum ingår i släktet Melasma och familjen snyltrotsväxter. Inga underarter finns listade i Catalogue of Life.